# Chris Carpenter (baseball, 1985)
Pour les articles homonymes, voir Carpenter.
Pour le lanceur né en 1975, voir Chris Carpenter.
Christopher John Carpenter (né le 26 décembre 1985 à Bryan, Ohio, États-Unis) est un lanceur droitier de baseball qui évolue dans les Ligues majeures pour les Cubs de Chicago en 2011 et les Red Sox de Boston en 2012.

## Carrière
Christopher Carpenter est repêché à trois reprises par des équipes du baseball majeur : il est un choix de septième ronde des Tigers de Détroit en 2004, de 18e ronde des Yankees de New York en 2007, puis finalement de troisième tour des Cubs de Chicago en 2008. Joueur à l'Université d'État de Kent à Kent, Ohio au moment d'être sélectionné par les Cubs, il signe finalement un contrat avec cette équipe et amorce sa carrière professionnelle en ligues mineures.
Carpenter fait ses débuts dans les majeures le 14 juin 2011 avec les Cubs, lançant en relève contre les Brewers de Milwaukee. Il affiche une moyenne de points mérités de 2,79 en 10 sorties et 9 manches et deux tiers lancées à son premier passage chez les Cubs en 2011.
Le 21 décembre 2012, Chris Carpenter est échangé aux Red Sox de Boston dans des circonstances plutôt inhabituelles : il est une compensation offerte aux Red Sox pour le départ de leur ancien manager général Theo Esptein, parti travailler pour les Cubs quatre mois plus tôt. Il apparaît dans 8 matchs des Red Sox en 2012 et remporte notamment sa première (et seule) victoire dans les majeures.
En 18 matchs dans les majeures, Carpenter a lancé 15 manches et deux tiers au total. Il compte une victoire, aucune défaite, 10 retraits sur des prises et sa moyenne de points mérités s'élève à 5,17.